# Волтурно
Волтурно (итал. Volturno) је река која протиче кроз Италију, односно кроз италијанске регије Молизе и Кампања. Дуга је 175 km. Улива се у Тиренско море. 